# 蚓激酶
蚓激酶（Lumbrokinase）是一種纖溶酶，大小介於25-32kDa之間，可以多種途徑促進纖維蛋白的溶解，除了具有纖溶酶活性外，還可作為纖維蛋白溶酶原激活物以刺激纖溶酶的生成，又可促進組織間其他纖維蛋白溶酶原激活物的活性。蚓激酶最早於1991年在正蚓屬蚯蚓Lumbricus bimastus體內發現，亦存在於赤子愛勝蚓、粉正蚓與等多種蚯蚓的體腔與消化道內，這種纖溶酶結構穩定，且在人體中可被小腸吸收，因而有作為抗血栓藥物的潛力，且不同於鏈激酶等其他種專一性較低的抗血栓藥物，蚓激酶對纖維蛋白的專一性很高，只有纖維蛋白存在時才具有酵素活性，而較無造成纖溶亢進導致大出血之虞。蚓激酶已在臨床上被用於治療中風與其他心血管疾病。